# Wels
Wels (německy  Vɛls), je rakouské statutární město ve spolkové zemi Horní Rakousy. Leží na řece Traun, v nadmořské výšce 317 m, 29 km západně od Lince. Žije zde přibližně 65 tisíc obyvatel. Je druhým největším městem Horních Rakous.

## Historie

### Římská doba
Za císaře Hadriána byla tehdejší Ovilava povýšena na Municipium. Ve městě již byly domy z cihel, Aréna a vodovodní systém. Za císaře Caracally se město rozrostlo na Kolonii. Za císaře Galliena byla provincie Noricum popisována jako zpustošená.

### Císař Maxmilián I.
Císař se ve Welsu často držoval, nedaleko města měl lovecký zámek. V roce 1514 nechal postavit radnici a hrad. Město od něj dostávalo různá privilegia a od roku 1519 mělo právo pečetit červeným voskem.12. ledna 1519 zde zemřel římský císař a německý král Maxmilián I.

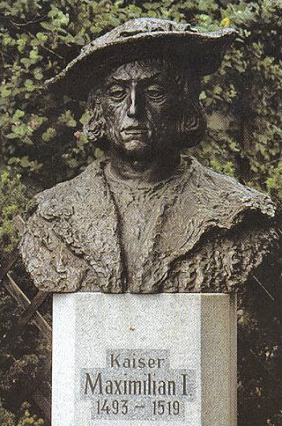
památník císaře Maximiliánal

## Partnerská města
Partnerskými městy Welsu jsou (v závorce je uvedeno datum podepsání partnerské dohody):
- Chichigalpa, Nikaragua (1988)
- Krasnodar, Rusko
- Straubing, Německo (1973)
- Bistrița, Rumunsko (2014)
- Tábor, Česko (2005) [2]

## Osobnosti

### Rodáci
- Carl Rabl (1853–1917), lékař a anatom
- Julius Wagner-Jauregg (1857–1940), psychiatr, nositel Nobelovy ceny
- Walter Kolneder (1910–1994), muzikolog
- Günter Tolar (* 1939), herec, televizní moderátor a spisovatel
- Andreas Gruber (* 1954), autor scénáře a filmový režisér
- Christoph Ransmayr (* 1954), spisovatel
- Götz Spielmann (* 1961), filmový režisér a autor scénáře